# Corynofrea mirabilis
Corynofrea mirabilis là một loài bọ cánh cứng trong họ Cerambycidae.